# Чумной столб (Кошице)
Чумная колонна или Колонна Непорочной Девы Марии (словац. Morový stĺp, Súsošie Nepoškvrnenej Panny Márie) — традиционный памятник центрально-европейского барокко, расположенный на Главной улице Старого города в историческом центре города Кошице, в Словакии.
Колонна расположена в северной части улицы Главной и Главной площади, с южной стороны граничит с парком и Государственным театром.
Колонная была воздвигнута в память об эпидемии чумы, поразвившей Кошице в 1709—1710 годах, продлившейся больше года. В знак благодарности Деве Марии выжившие воздвигли новый чумной столб на месте, где располагалось место казни (военной виселицы). Инициатором этой акции стал почтмейстер Викторин Флахенфельд. Сбор средств продлился два года, прежде чем был заложен первый камень в фундамент. Архитектором проекта стал кошицкий строитель Томаш Торниоси, скульптором — Шимон Гримминг. Ювелир Юрай Иммерволь создал из позолоченного медного листа рельефы с аллегориями Чумы, Войны и Голода, которые были помещены в нижнюю часть скульптуры.
Верх колонны на высоте 14 метров венчает статуя Девы Марии, она была установлена 3 октября 1723 года. Богоматерь призвана защитить город от бедности и страданий. Над головой скульптуры нимб с двенадцатью звездами. В скульптурный ансамбль постамента включены скульптуры святого Иосифа, святого Себастьяна и святого Ладислава. В соответствии с традициями барокко статуи получили струящиеся одеяния, а колонна полна облаков в форме различных кривых и «завитков». Нетрадиционно наличие среди святых статуи святого Валентина, покровителя всех влюбленных.
Колонна стала причиной раздоров между протестантами и католиками в городе. По городской легенде, один священник-кальвинист якобы ночью прикрепил к статуе унизительную надпись и впоследствии был заключен в тюрьму. Городской совет даже приговорил его к смертной казни, но тогдашний монарх заменил приговор ссылкой. Чтобы этого не повторилось, были продолжены сборы на организацию ночного освещения монумента. Были установлены несколько светильников вокруг столба и организованы ночные патрули и пост стража статуи.

Колонна неоднократно подвергалась ремонту и реконструкции, впервые в 1757 году, затем в 1776, 1829, 1856 и 1872 годах. Реконструкция в 1829 году была проведена на добровольные пожертвования по указанию кошицкого епископа Игнаца Фабри. В XIX веке при очередном ремонте барельефы постамента были сняты и хранились сначала в городском архиве, а позже вошли в состав коллекций Восточно-словацкого музея.
В 1909 году была проведена реконструкция ограды вокруг колонны, во время которой на столбах ограды были возведены дополнительные статуи святых и мучеников, среди них: Святая Елизавета Тюрингская, Святая Маргарита, Святая Варвара и Святая Елизавета Португальская, а также фигуры двух ангелов — Святого Гавриила и Святого Архангела Михаила. Скульптуры выполнил скульптор Леопольд Хильд. В 1954—1957 и 1971—1972 годах были проведены ремонты после повреждений Второй мировой войны, проведенные под руководством известного кошицкого скульптора и художника Войтеха Лёффлера. Летом 2000 года была завершена последняя по времени реконструкция всего ансамбля, при этом исторические обветшавшие статуи были заменены точными копиями. Автор копий — скульптор Станислав Кожела, проект был завершён при поддержке гранта фонда VÚB Banka.

## Галерея
- Вид с юго-западной стороны
- Скульптура с юго-восточной стороны
- Вид с южной стороны
- Безупречный кампус
- Святая Маргарита
- Более подробный вид на вершину